# Gavedo
Gavedo ist eine Fraktion der italienischen Gemeinde Mulazzo in der Provinz Massa-Carrara in der Toskana.

## Geographie
Das Dorf liegt an den Osthängen des Monte la Nuda oberhalb des Tales der Magra. Die nächsten größeren Ortschaften sind Mulazzo und Villafranca in Lunigiana.

## Sehenswürdigkeiten
Im Ort befindet sich das mittelalterliche Castello di Gavedo sowie die Kirche Santi Lorenzo e Donnino in Gavedo.

## Galerie

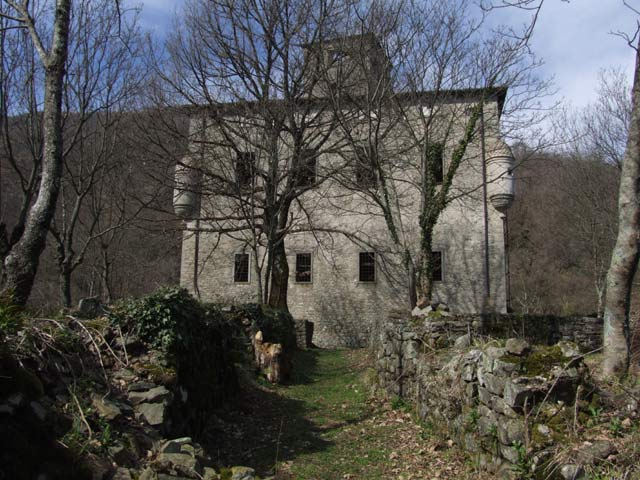
Castello di Gavedo